# 乔治·弗里德曼
乔治·弗里德曼（英語：George Friedman，1949年2月1日—）是在匈牙利出生的美籍地缘政治学专家和国际关系分析员。他是线上出版物《Geopolitical Futures》的创办人暨董事长，该出版物专业于分析和预测全球事件进程。在创立《Geopolitical Futures》之前，他担任其前身Stratfor公司的董事长，是他于1996年成立的私人情报出版和咨询公司。

## 早期生活
弗里德曼出生在匈牙利布达佩斯的犹太人家庭，双亲是納粹大屠殺的幸存者。童年时候与家人逃离匈牙利的共产党政权，以难民身份定居在奥地利的流离失所者营地，然后移民到美国，他本人描述他的家庭是“一个难民在美国展开新生活的经典故事”。他在纽约市立学院攻读政治学，获得学士学位，及后在康奈尔大学获得博士学位。

## 职业
在加入私人领域之前，弗里德曼定期为国防卫队网络评估办公室、SHAPE技术中心、美国陆军战争学院、国防大学和兰德公司服务，通报安全和国防事务。 苏联解体之后，他开始研究美日冲突的可能性，并与未来妻子于1991年合著《The Coming War With Japan》。
1996年，弗里德曼创立Stratfor公司，是一家专营情报和预测的私人企业，总部位于德克萨斯奥斯汀。他担任该公司的CEO和首席情报官，但于2015年5月辞职。 弗里德曼对地缘政治事件的预报极具声誉，《纽约时报》对其评论道：“当您在乔治·弗里德曼身边时，就像对待神奇八號球般具有诱惑力。”
弗里德曼在《下一个十年》（The Next Decade）一书中论述提出，2010年代美国政府如何建立区域力量的平衡，其中某些力量的平衡将受到干扰。根据弗里德曼的构想，美国并非通过直接的强制执行，而是通过在世界不同地区建立相互抵消、相互竞争的关系，来对世界事务进行成功的管理。例如，过去的伊拉克与伊朗保持平衡，日本则与中国保持平衡。弗里德曼断言，这是美国作为非预想的帝国和共和国，必须成熟地管理和平衡其权力的十年。
弗里德曼最新的著作原本预定于2018年1月发行，但推迟六次后才于2020年发布。这部著作原定名《新美国世纪：危机、忍耐与美国的未来》（The New American Century: Crisis, Endurance, and the Future of the United States），后来更改为《平静之前的风暴：美国的不和谐、2020年代即将到来的危机以及超越胜利》（The Storm Before the Calm: America's Discord, the Coming Crisis of the 2020s, and the Triumph Beyond）。

## 个人生活
弗里德曼与梅瑞迪斯结婚，两人育有四名孩子，现居住在美国德克萨斯奧斯汀。他和妻子及其他作者合著过几本出版物，包括《与日本的战争》（The Coming War with Japan）。

## 著作
- [法兰克福学派的政治哲学]. 康奈尔大学出版. 1981年. ISBN 0-8014-1279-X.
- [与日本的战争]. 圣马丁出版社. 1991年. ISBN 0-312-07677-0. 网址－维基内链冲突 (帮助)
- [战争的未来：二十一世纪的力量、技术和美国在世界上的统治地位]. 皇冠出版社. 1996年. ISBN 0-517-70403-X.
- [情报优势：如何在信息时代获利]. 皇冠出版社. 1997年. ISBN 0-609-60075-3.
- [美国的秘密战争：隐藏在美国及其敌人之间的全球斗争]. Doubleday. 2004年. ISBN 0-385-51245-7.
- [未来100年：对21世纪的预测]. Doubleday. 2009年. ISBN 0-385-51705-X.
- [下一个十年：世界将会是什么样]. 2011年. ISBN 0-385-53294-6.
- [闪点：欧洲的新兴危机]. Doubleday. 2015年. ISBN 0-385-53633-X.
- [平静之前的风暴：美国的不和谐、2020年代即将到来的危机以及超越胜利]. Doubleday. 2020年. ISBN 9780385540490.